# Regionaal openbaar vervoer
Met de term regionaal openbaar vervoer wordt in Nederland openbaar vervoer bedoeld, dat wordt uitgevoerd in opdracht van een (regionale) OV-autoriteit, dat wil zeggen OV-bureau Groningen Drenthe (OVBGD), een van de andere provincies, of een Plusregio (met uitzondering van Parkstad Limburg).
Onder het regionaal openbaar vervoer valt:
- Stads- en streekvervoer
- OV te water
- Gedecentraliseerd treinvervoer

In feite is het regionaal openbaar vervoer het openbaar vervoer minus het hoofdrailnet.
Al het regionale openbaar vervoer valt onder de Wet personenvervoer 2000; een groot deel is openbaar aanbesteed.

## Duitsland: Nahverkehr
Het Duitse begrip Nahverkehr komt redelijk overeen met regionaal openbaar vervoer in Nederland. De Duitse deelstaten zijn verantwoordelijk voor het vervoer per bus, tram en metro maar ook voor de regionale trein (RB, RE, S, etc). Binnen een deelstaat opereren een aantal verkehrsverbünde die over de tariefsvorming gaan. Een vervoerbewijs van een verkehrsverbund is dan ook geldig in tram, bus én regionale trein. OV te water bestaat in Duitsland.

## België
In België is de federale overheid verantwoordelijk voor al het treinvervoer. OV te water is in België heel beperkt. In België zijn er drie maatschappijen die het openbaar vervoer per bus organiseren:
- De Lijn is verantwoordelijk voor het busnet in Vlaanderen. Openbaar busvervoer wordt in Vlaanderen georganiseerd op het niveau van de Vervoerregio's.[1]

- De bussen van de MIVB rijden op het grondgebied van het Brussels Hoofdstedelijk Gewest.

- TEC (fr) neemt het busverkeer in Wallonië voor zijn rekening.